# Machadoia xanthosticta
Machadoia xanthosticta là một loài bướm đêm thuộc phân họ Arctiinae, họ Erebidae.